# Klerikalismus
Klerikalismus označuje politický směr, jehož motivací je reprezentace církevních názorů a jejich prosazování ve státní politice, nebo směr upřednostňující v rámci církve duchovní na úkor laiků. Jako klerikální se označují strany, které jsou přímo napojeny na hierarchii některé církve, jíž podřizují svou politiku, a u nichž se ve vysokých stranických funkcích vyskytují kazatelé a kněží. Klasickým příkladem může být Československá strana lidová za první republiky.
V širším slova smyslu se někdy za klerikální označují i strany, mezi jejímiž členy a voliči jsou hojně zastoupeni stoupenci křesťanství a sociálního učení církve či které přímo odvozují svůj politický program z těchto zdrojů; tato definice však není obecně přijímána. Tuto širší definici naplňuje část současné nástupkyně výše zmíněné Československé strany lidové KDU-ČSL.
Stejně jako se v běžné mluvě chybně hovoří o církvích i mimo křesťanství, lze se občas setkat s nesprávným použitím pojmu klerikální i například ve vztahu k islamistickým stranám.
Význam klerikálních stran ve 20. století prudce upadl jednak kvůli silnému poklesu politického i morálního vlivu církví v západním světě ve druhé polovině 20. století, jednak proto, že katolická církev, s níž byla spojena většina významných klerikálních stran, zhruba v polovině 20. století začala cíleně omezovat působení svých kněží v politice. V současné době vyžaduje Kodex kanonického práva pro kněze, kteří chtějí zastávat významnější politické funkce, výslovné svolení biskupa, které se ovšem uděluje jen zřídka. Další okolností je, že dříve výrazně křesťansky orientované strany často osekaly svou křesťanskou politiku, aby zvýšily svůj voličský potenciál, což vede k tomu, že v některých případech je jejich označení za křesťanské již spíše formální. Příkladem může být německá CDU, u níž dokonce někteří němečtí biskupové požadovali, aby vyškrtla odkaz na křesťanství ze svého názvu.